# سیارک ۱۰۸۶۴
سیارک ۱۰۸۶۴ (به انگلیسی: 10864 Yamagatashi، نامگذاری:1995QS3) ده هزار و هشتصد و شصت و چهارمین سیارک کشف شده‌است که در ۳۱ اوت ۱۹۹۵ کشف شد.
قدر مطلق سیارک برابر ۱۱٫۸۰ است.